# Bernardo Martínez del Barranco

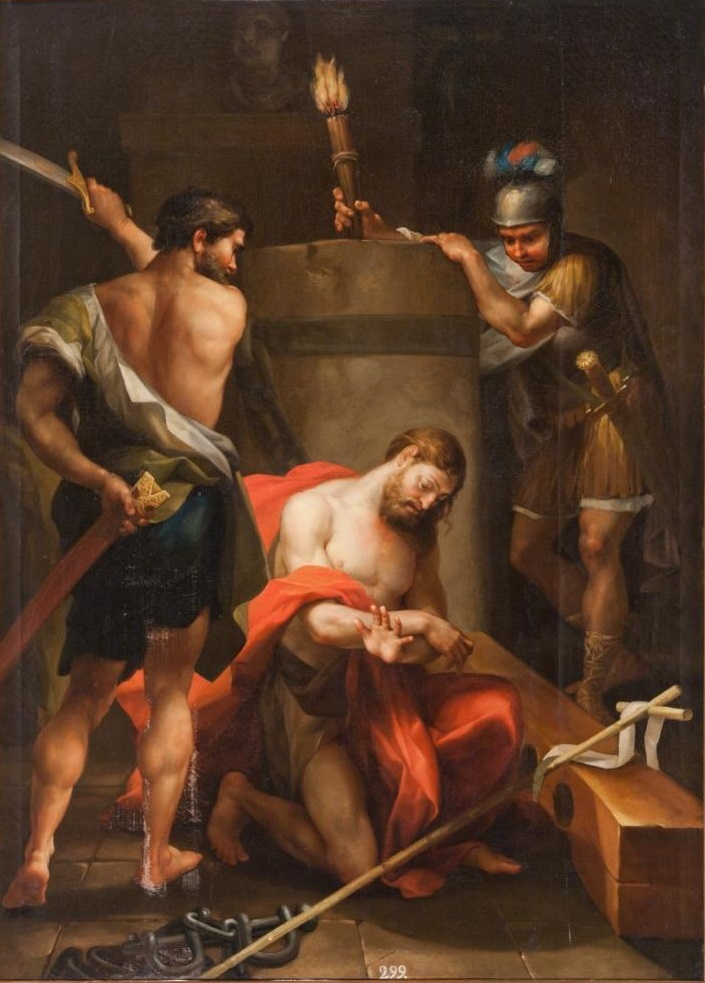
Degollación de San Juan Bautista, óleo sobre lienzo, 178 x 128 cm, Madrid, Real Academia de Bellas Artes de San Fernando.

Bernardo Martínez del Barranco (La Cuesta, Soria, 1738-Madrid, 1791) fue un pintor español de la Ilustración.

## Biografía y obra
Nacido el 21 de agosto de 1738 en la localidad de La Cuesta, fue bautizado el 27 del mismo mes en la parroquial de Taniñe (Soria), de donde era natural su padre. Tras cursar estudios de gramática en Yanguas, en 1760 se trasladó a Madrid para estudiar pintura en la Real Academia de Bellas Artes de San Fernando y dos años después contrajo matrimonio con Ángela Méndez. Orientado por Antón Rafael Mengs viajó a Italia en 1765. Visitó Génova, Bolonia, Roma y Nápoles y se detuvo en particular en Parma para estudiar y copiar las obras de Correggio. Aquí se le encomendó la restauración de la Madonna della Scodella de Correggio (Galería Nacional de Parma). Daba noticia de ello José Nicolás de Azara, quien, quizá injustamente, achacaba al pintor haberla echado a perder. En Roma pintó el San Gil del retablo mayor de su iglesia en Burgos.
Regresó a Madrid en 1769 para recuperar el contacto con Mengs y la Academia, en la que fue admitido como individuo de mérito en 1774. La Degollación de San Juan Bautista (Real Academia de San Fernando), pintada con corrección de dibujo, es posiblemente una donación hecha a la institución con motivo de su ingreso en ella. De fecha próxima ha de ser el retrato del marqués de Sarria, consiliario de la Real Academia, conservado también en ella, al que siguió según Ceán Bermúdez un retrato de Carlos III para el consulado de Santander. Contribuyó con algunos dibujos a la edición del Quijote preparada por la Real Academia Española, impresa por Joaquín Ibarra en 1780, y proporcionó asimismo seis dibujos para la edición de Antonio Sancha de las Novelas ejemplares (1783).
En agosto de 1789, según el grabador Pedro González de Sepúlveda, que lo visitó en su estudio, se encontraba pintando un retrato del rey Carlos IV, de pie, con el brazo derecho sobre una figura que representa Castilla, que probablemente se trate del conservado en el Museo Municipal de Santander, y otro del conde de Floridablanca sentado y dando su aprobación a los planos del puerto de Santander, descrito también por Ceán Bermúdez como de tamaño natural y en poder de la familia. Perdido este, su concepción general podría reconocerse en un pequeño boceto conservado en el Museo del Prado de carácter alegórico, con el conde —impulsor del consulado de Santander— acompañado por los dioses Mercurio y Plutón, o el Comercio y la Riqueza como protector de ellas.